# Clocher de l'ancienne église Saint-Georges de Villaines-la-Juhel
Le clocher de l'ancienne église Saint-Georges de Villaines-la-Juhel est un édifice situé à Villaines-la-Juhel, dans le département français de la Mayenne.

## Situation
L'édifice est situé à l'ouest du centre-ville de Villaines-la-Juhel, rue Saint-Georges, à proximité de la maison de retraite.

## Historique
L'ancienne église Saint-Georges a été construite pendant la période du Moyen Âge classique (XIIe siècle). Vestige de l'ancienne église paroissiale, dédiée à saint Georges, elle a été démolie en février 1963 mais son clocher a été conservé et restauré la même année et il garde sa fonction d'appel à la prière avec ses trois cloches. L'édifice présente une disposition de pierres en arêtes-de-poisson caractéristique de son époque. 
Les fenêtres de l'ancienne église Saint-Georges ont été transférées dans l'église Saint-Jean de Laval. 

## Architecture
L'édifice est inscrit au titre des Monuments historiques depuis le 10 décembre 1962.